# Marco Bracci
Marco Bracci (Fucecchio, Italia; 23 de agosto de 1966) es un exjugador profesional y entrenador de voleibol italiano. Actualmente es el entrenador del Lupi Santa Croce.

## Biografía

### Jugador
Crecido en el Arno Castelfranco con el cual debuta en la Tercera División de Italia, en verano de 1987 ficha por el Pallavolo Parma debutando en la Serie A1.
Con los ducales gana tres  campeonatos, dos  copas de Italia, tres recopas de Europa en seguida entre 1987/1988 y 1989/1990, dos challenge cup, las supercopas de Europa de 1989 y 1990 y la primera edición de la historia del  Campeonato Mundial de Clubes en 1989.
En la temporada 1994/1995 tras siete años en Parma ficha por el Pallavolo Modena ganando otros dos campeonatos, tres copas y una supercopa de Italia, la recopa de Europa de 1994/1995 y sobre todo tres  Ligas de campeones en seguida entre 1995/1996 y 1997/1998.
En verano 1998 ficha por tres temporadas con el Roma Volley donde consigue su sexto triunfo en la Serie A1 y la Challenge Cup de 1999/2000.
Termina su larga carrera en el Lube Macerata disputando cuatro temporadas y ganando su cuarta Liga de campeones en 2001/2002, la copa Italia de 2002/2003 y la Challenge Cup de 2004/2005.
Debuta en la  selección italiana en 1988 y forma parte del equipo dominador de la década de los noventa; por tres veces consecutivas se proclama campeón del mundo (en 1990, 1994 y 1998) y consigue la plata olímpica en la edición de  Atlanta 1996 y el bronce en la de Sídney 2000, también participando en las de  Seúl 1988 y de  Barcelona 1992. Además triunfa cuatro veces en el Campeonato Europeo y seis veces en la Liga Mundial.

### Entrenador
Tras unos años en calidad de entrenador asistente de Massimo Barbolini en el banquillo de la selección femenina en junio de 2015 es nombrado primer entrenador del Lupi Santa Croce de Tercera División.

## Palmarés

### Jugador

#### Clubes
- Campeonato de Italia (6):  1989/1990, 1991/1992, 1992/1993, 1994/1995, 1996/1997, 1999/2000
- Copa de Italia (6): 1989/1990, 1991/1992, 1994/1995, 1996/1997, 1997/1998, 2002/2003
- Supercopa de Italia (1): 1997
- Champions League (4): 1995/1996, 1996/1997, 1997/1998, 2001/2002
- Supercopa de Europa (2): 1989, 1990
- Recopa de Europa/Copa CEV (3):  1987/1988, 1988/1989, 1989/1990
- Challenge Cup (4): 1991/1992, 1994/1995, 1999/200, 2004/2005
- Campeonato Mundial de Clubes (1) : 1989